# Бурьян, Борис Иванович
Борис Иванович Бурьян (бел. Барыс Іванавіч Бур’ян; 7 января 1924, Москва — 2009) — белорусский и советский писатель

, драматург, сценарист, журналист, переводчик и литературный критик.

## Биография
Родился в семье рабочих. Окончил театральную студию при Рязанском театре в 1941 году.
До Великой Отечественной войны работал художником в театрах Рязани и Кинешмы. С августа 1941 года участник Великой Отечественной войны, служил в войсках связи, участвовал в боях на 4-м Украинском фронте. Был тяжело ранен на фронте, долго болел.
С 1946 года — корреспондент Белорусского телеграфного агентства, в 1947—1951 годах — в газетах «Сталинская молодежь», был редактором в Госиздате БССР, заведующим отделом в журналах «Советская Отчизна» и «Неман», редактором Белорусского телевидения и Минской студии кинохроники и др. В 1952—1953 и 1963—1985 гг. — сотрудник газеты «Літаратура і мастацтва» (с 1967 — заведующий отделом театра, музыки и кино), в 1953—1962 гг. журнал «Советская Родина» (позже переименован в «Неман»).
Член Союза писателей СССР с 1950 года.

## Творчество
Литературную деятельность начал в 1947 году с театральных рецензий. Писал на русском и белорусском языках. Опубликовал театральное эссе «На высотке» (1962), брошюру «Кому аплодирует зал» (1972), сборник очерков и статей «На театральном распутье» (1967), «Из седьмого ряда партера» (1978), «Чужая судьба, как твоя» (1982), «И только надпись...» (1987). Выступал в качестве литературного критика.
Автор книг:
- Первый снег. Повесть (1957)
- На высоком взлёте (1962)
- Радужный перезвон. Повесть-сказка (1964)
- У синей бухты (1959)
- Моя повесть (1959)
- Вальс Грибоедова (1960)
- Бурное Эхо (избранное, 1984)

Написал пьесы "Звездная Венера" (совместно с М. Алтуховым, 1961, постановка 1967) и "Твой высокий юг" (постановка 1968). Создал ряд сценариев для радио, телевидения и документального кино.
Перевел на русский язык произведения К. Чорного , М. Лынькова, Е. Василевич, А. Якимовича, А. Макаёнка, Т. Хадкевича и других .

## Награды
- орден Отечественной войны 2-й степени
- орден «Знак Почёта»,
- медали СССР